# 蓬德吕昂
蓬德吕昂（法語：Pont-de-Ruan，法語發音：[pɔ̃ də ʁɥɑ̃] ⓘ）是法国安德尔-卢瓦尔省的一个市镇，属于图尔区。

## 地理
蓬德吕昂（47°15'38"N, 0°34'32"E）面积5.74 平方千米，位于法国中央-卢瓦尔河谷大区安德尔-卢瓦尔省，该省份为法国中西部省份，北起萨尔特省、东北接卢瓦-谢尔省，东南接安德尔省，南至维埃纳省，西临曼恩-卢瓦尔省。
与蓬德吕昂接壤的市镇（或旧市镇、城区）包括：安德尔河畔阿尔塔讷、德吕、萨谢、蒂卢兹。

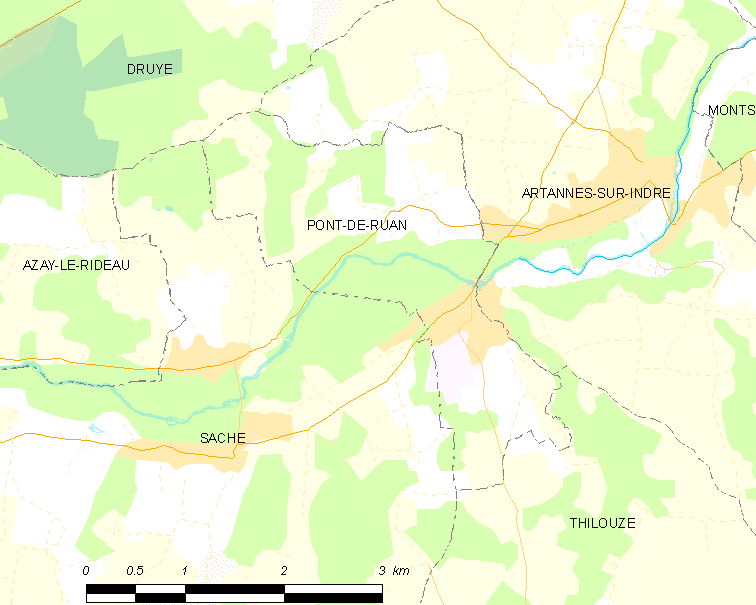
蓬德吕昂的OSM定位图

蓬德吕昂的时区为UTC+01:00、UTC+02:00（夏令时）。

## 行政
蓬德吕昂的邮政编码为37260，INSEE市镇编码为37186。

## 政治
蓬德吕昂所属的省级选区为蒙镇县。

## 人口

1962-2008年间蓬德吕昂人口变化图示

蓬德吕昂于2022年1月1日时的人口数量为1214人。